# Skobelevskaia
Skobelevskaia - Скобелевская (rus) - és una stanitsa, un poble, del krai de Krasnodar, a Rússia. Es troba a la vora del riu Zelentxuk Vtoroi, a 29 km al sud-oest de Gulkévitxi i a 114 km a l'est de Krasnodar, la capital.
Pertanyen a aquest municipi els khútors de Boríssov, Juravliov, Partizan, Rodnikov, Serguéievski i Sporni.